# Léon Delacroix
Léon Delacroix, född 27 december 1867 i Saint-Josse-ten-Noode, död 15 oktober 1929 i Baden-Baden, var en belgisk politiker.
Delacroix var advokat i Bryssel och katolsk högerman samt blev i november 1918 Belgiens premiärminister och finansminister i den efter första världskrigets slut bildade koalitionsministären av klerikaler, liberaler och socialdemokrater. Genom en klok handels- och finanspolitik gjorde han stora insatser för Belgiens återuppbyggande efter kriget. Han genomförde även en genomgripande rösträttsreform i april 1919. Efter nyvalen till parlamentet i november 1919 kvarstod han i spetsen för den rekonstruerade ministären, som avgick i oktober 1920 till följd av inre konflikter på grund av ett beslut att ej låta för Polen i dess krig mot Ryssland avsedd ammunition passera Antwerpens hamn. Beslutet fattades mot utrikesministern Paul Hymans vilja. Delacroix presiderade i juli 1920 vid de allierades konferens i Spa med tyska regeringens ombud och var från 1921 Belgiens representant i den enligt Versaillesfördraget tillsatta Skadeståndskommissionen.